# Eridolius pygmaeus
Eridolius pygmaeus är en stekelart som först beskrevs av Holmgren 1857.  Eridolius pygmaeus ingår i släktet Eridolius och familjen brokparasitsteklar. Arten är reproducerande i Sverige. Inga underarter finns listade i Catalogue of Life.